# IC 2962
IC 2962 је ознака објекта на координатама са ректансцензијом 11h 49m 5,7s и деклинацијом - 12° 18" 40'. Открио га је Луис Свифт, 22. фебруара 1898. Каснијим посматрањима на том положају није уочен никакав астрономски објекат.